# Hemoglobin

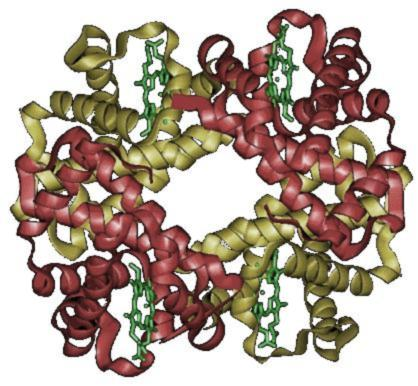
Modell av hemoglobinets tredimensionella struktur. Två av subenheterna visas som gula och två som röda, medan hemgrupperna är gröna.

Hemoglobin, ofta förkortat Hb, ibland Hgb, är ett protein som finns i röda blodkroppar hos människan och många djur. Hemoglobinet står för syrgastransporten i blodet. I äldre litteratur stavas det ibland hämoglobin. Hemoglobinet transporterar syrgas från lungorna ut till kroppens övriga vävnader, exempelvis musklerna och hjärnan. Där lämnar hemoglobinet sitt syre och plockar upp avfallsprodukten koldioxid för att frakta den tillbaka till lungorna, där den lämnar kroppen. 
Namnets hem kommer från hemoglobinets järninnehållande hemgrupp, som binder syrgasmolekylen och ger blodet dess röda färg, och globin syftar på själva proteinet som liksom övriga proteiner i blodet är globulärt, det vill säga mer eller mindre runt till formen. Halten av hemoglobin i blodet kan ses som ett mått på blodets förmåga till syrgastransport, och kallas blodvärde. 

## Struktur
En funktionell hemoglobinmolekyl består av fyra subenheter, fyra separata polypeptidkedjor som binder till varandra. Var och en av dessa har en hemgrupp, en organisk molekyl som inte är ett protein, bunden till sig. 
Hemgruppen består av en järnjon bunden i mitten av en struktur av kolväte, ett nätverk som kallas porfyrin. Järnjonen binder till fyra kväven i porfyrinet, som ligger i ett och samma plan och binder järnet mellan sig. Varje hemgrupp kan binda en syrgasmolekyl, så en hemoglobinmolekyl kan totalt sett binda fyra molekyler syrgas.
Det finns några olika typer av subenheter. Vuxna människor har mest det hemoglobin som kallas hemoglobin A, och består av två α- och β-subenheter. α- och β-subenheterna har liknande struktur och ungefär samma storlek, ungefär 16 000 dalton. Hela hemoglobinmolekylen väger alltså ungefär 64 000 dalton. De fyra subenheterna binder till varandra genom vätebindningar och hydrofob interaktion.
Foster har istället fetalt hemoglobin, hemoglobin F, där β-subenheterna är utbytta mot γ-subenheter. Denna typ av hemoglobin binder syre hårdare till sig än hemoglobin A och är viktigt då fostret måste ta sitt syre från modern.

## Syrgastransport

Konformationsändring hos hemoglobin, som växlar mellan oxi-form (med syrgas bundet) och deoxi-form (utan syrgas bundet). Notera den röda histidinsidokedjan, den femkantiga ringen, och hur dess position i förhållande till den likaledes röda hemgruppen med sin syreatom i mitten förändras vid konformationsändring.

Hemoglobinet binder syrgasmolekyler i lungorna där pH är högt, alltså basiskt, och halten av koldioxid är låg, det kallas då för oxihemoglobin. Det släpper sedan syret ute i vävnaderna, där situationen är omvänd och kallas då för deoxihemoglobin. Den huvudsakliga mekanismen bakom detta är en konformationsförändring i globinet, alltså den del av hemoglobinet som är protein. Vid sura förhållanden blir aminosyran histidin positivt laddad. En sådan histidin ligger nära hemgruppen, och denna förändring gör att syrgasmolekylen lossnar från hemgruppen.
När syrgasmolekyler binder till normalt hemoglobin underlättar detta för flera syrgasmolekyler att binda - hemoglobinets affinitet för syrgas ökar. När syrgas binder, sker en konformationsändring hos hemoglobinet - proteinet ändrar form. De övriga av de fyra subenheterna kan då lättare binda en syrgasmolekyl till sig. Detta är orsaken till formen på den klassiska sigmoidala kurva som är resultatet om man plottar mättnadsgrad mot syrgashalt.

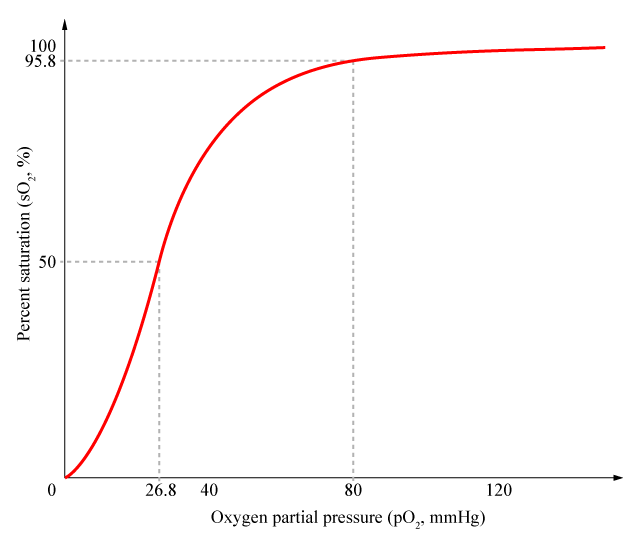
Hemoglobinets s-formade dissociationskurva (bindningskurva). Högre syrgastryck ökar molekylens förmåga att binda syrgas, upp till en viss punkt.

Kolmonoxid (CO) minskar hemoglobinets affinitet för syrgas, då kolmonoxid binder på samma plats på hemoglobinet men kolmonoxiden binder starkare; hemoglobinet har 200–250 gånger större affinitet för kolmonoxid än för syrgas. Hemoglobin som bundit kolmonoxid kallas karboxihemoglobin och är ljusrött till färgen. Hemoglobinets stora affinitet för kolmonoxid är orsaken till att kolmonoxid är giftigt för däggdjur. Extremt höga halter kan leda till döden genom kvävning, men även små halter kolmonoxid i exempelvis cigarettrök försämrar kroppens förmåga till syrgasupptag väsentligt.
Inandningsluft som innehåller så lite som 0,02 % kolmonoxid orsakar huvudvärk och yrsel, och medvetslöshet inträffar vid ungefär 0,1 %. Hos människor som röker mycket kan upp till 20 % av de aktiva bindningsställena för syrgas vara blockerade av kolmonoxid. 
Koldioxiden (CO2) däremot binder på annan plats på hemoglobinkomplexet.
För att kunna binda syrgas måste järnjonen vara tvåvärd, (Fe2+). Kvävedioxid och kväveoxid kan ändra järnjonens oxidationstal så att den blir trevärd, Fe3+. Ett sådant hemoglobin kallas methemoglobin och kan inte binda syrgas. 
Det ofödda fostret har en annan typ av hemoglobin, som kallas fetalt hemoglobin (Hb F, α2γ2). Fetalt hemoglobin binder starkare till syrgas än vad vanligt hemoglobin gör, vilket är viktigt för att det växande fostret ska kunna överta tillräckligt med syrgas från mammans blod.

## Nedbrytning av hemoglobin
När en röd blodkropp nått slutet på sin livstid förstörs hemoglobinmolekylen och järnjonen återanvänds. Porfyrinet bryts ner i en lång kedja av reaktioner där molekylerna i de olika mellanstegen har olika färg. Den slutgiltiga avfallsprodukten heter bilirubin, och utsöndras till gallan av levern.

## Sjukdomar och mutationer
Det finns flera sjukdomar som orsakas av mutationer i genen för hemoglobin. De vanligaste är sicklecellanemi och talassemi, vilka ger anemi. De som producerar för mycket hemoglobin kan lida av sjukdomen polycytemi.

## Nivåer och mätning
Hemoglobinkoncentrationen kan mätas med ett blodprov, som vanligtvis tas från finger eller armveck. Faktorer som påverkar hemoglobinkoncentrationen i blodet är bland annat vätskenivån i blodomloppet då ca 50–60 % av blodet i en människa består av plasma, bestående av ca 90 % vatten.  
- Män: 13.8 till 18.0 g/dL (138 till 180 g/L, eller 8.56 till 11.17 mmol/L)
- Kvinnor: 12.1 till 15.1 g/dL (121 till 151 g/L, eller 7.51 to 9.37 mmol/L)
- Barn: 11 till 16 g/dL (111 till 160 g/L, eller 6.83 to 9.93 mmol/L)
- Gravida: 11 till 14 g/dL (110 till 140 g/L, eller 6.83 till 8.69 mmol/L)[1][2]